# Tollensesee
Tollensesee (pol. hist. Dołęże) – jezioro w Niemczech. Powierzchnia tego jeziora wynosi 17,9 km². Znajduje się w landzie Meklemburgia-Pomorze Przednie.
Na północnym brzegu leży miasto Neubrandenburg.
Na zachodnim brzegu jeziora znajduje się wieś Alt Rehse – dawna osada słowiańska, której posiadanie przypisuje się księciu pomorskiemu Bogusławowi I z dynastii Gryfitów. Teren tej jest obszarem intensywnych poszukiwań archeologicznych. W 1942 roku robotnicy przymusowi zbudowali na tym jeziorze sztuczną wyspę, zaprojektowaną na potrzeby badań broni torpedowej – w tym torped nadwodnych – protoplastów współczesnych SLBM.